# Kladno (zámek)
Kladenský zámek je tvrz přestavěná na zámek ve stejnojmenném městě. Od čtrnáctého století stávala v těsném sousedství mladšího zámku gotická tvrz, která sloužila jako hlavní sídlo rodu Kladenských z Kladna. Po vymření kladenské větve rodu tvrz zdědili Žďárští ze Žďáru, kteří ji v polovině šestnáctého století přestavěli na renesanční zámek. Dochovaná podoba zámku je výsledkem barokní přestavby v první polovině osmnáctého století, na které se podílel Kilián Ignác Dientzenhofer. Zámek stojí v Zádušní ulici a od roku 1967 je chráněn jako kulturní památka.

## Historie
Předchůdcem kladenského zámku byla gotická tvrz ze čtrnáctého století. Kladno v té době patřilo rozvětvenému rodu Kladenských z Kladna, kteří měli na území Kladna tři sídla: Dolejší tvrz, Hořejší tvrz a Vlaškovu tvrz. Původním rodovým sídlem byla Hořejší tvrz, připomínaná poprvé roku 1453 za Přecha z Kladna. Stávala v zámecké zahradě, kde se asi dvacet metrů západně od zámku dochovaly gotické sklepy.
Přech z Kladna dokázal před rokem 1453 získat většinu Kladna se dvěma tvrzemi do svého majetku. Menší část patřila nejprve k buštěhradskému panství a v letech 1530–1540 byla připojena ke Smečnu. Přech z Kladna zemřel nejpozději v roce 1474 a jeho rozsáhlé panství zdědil syn Zdeněk z Kladna. Kromě mnoha jiných vesnic mu patřily dvě kladenské tvrze se dvěma poplužními dvory, Tuchlovice, Velká Dobrá nebo Doksy. Zdeněk se stal posledním mužským členem kladenské větve rodu a jeho sestra Marie se provdala za Jana Jiřího Žďárského ze Žďáru. Zdeněk proto většinu majetku roku 1542 odkázal sestřinu synovi Oldřichovi Žďárskému ze Žďáru a jeho dětem. Zemřel o rok později a pohřben byl v kladenském kostele. Oldřich Žďárský však zemřel již v roce 1542, a jeho majetek tak přešel na syny Jana, Jiřího a Zdeňka. Z počátku drželi Kladno v nedílu, ale roku 1548 se rozdělili tak, že obě kladenské tvrze se dvory, pivovarem v Dolejší tvrzi, vsi Kladno, Motyčín, Cvrčovice, Kročehlavy, Újezdec pod Kladnem, Unhošť, Hřebeč a Žehrovice dostal Zdeněk. Brzy však zemřel a jeho panství zdědil Jiří.

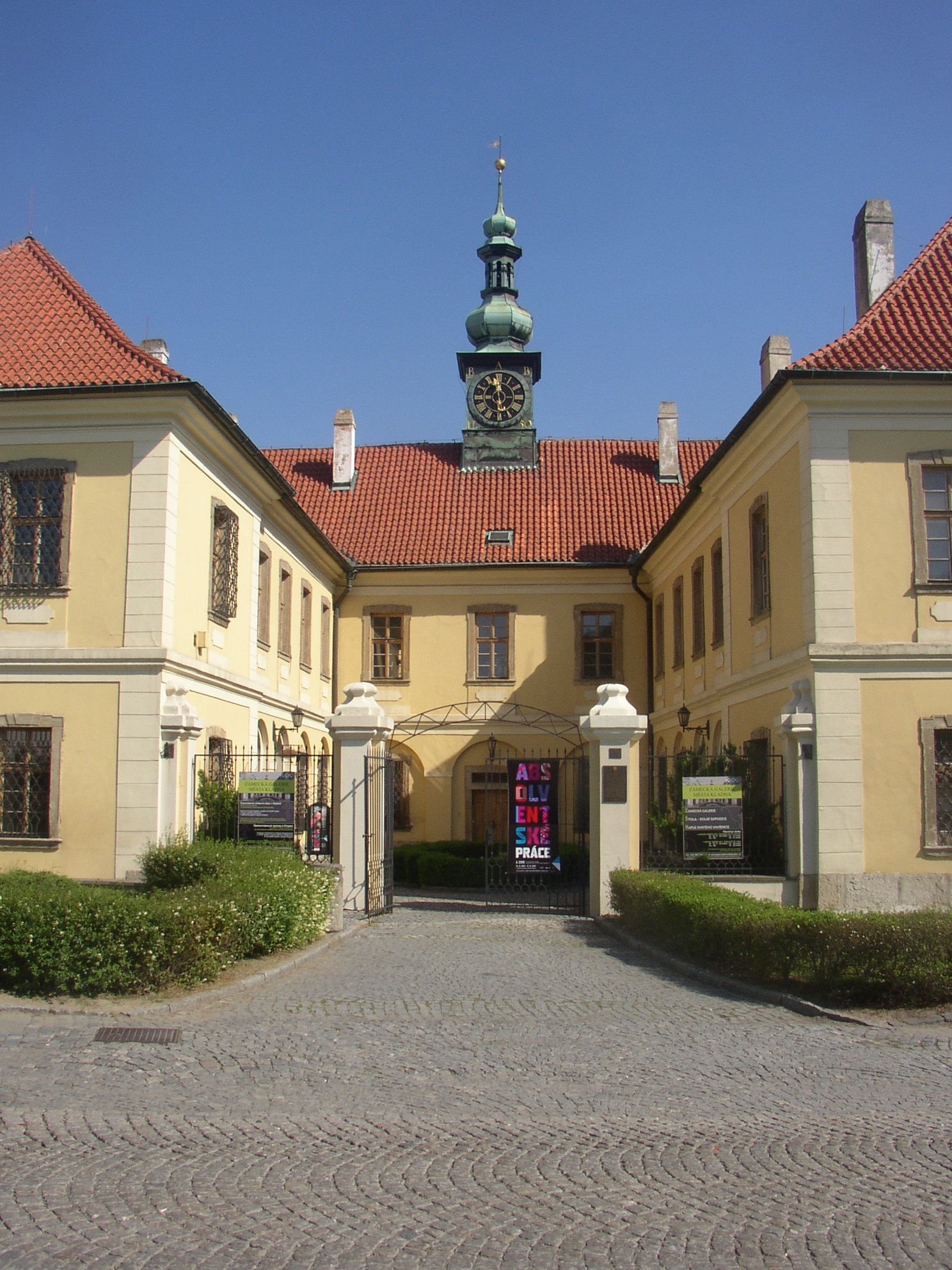
Čestný dvůr

Jiří Žďárský ze Žďáru se v letech 1542–1543 účastnil válek s Turky v Uhrách a roku 1564 zastával funkci hejtmana Slánského kraje. Stará tvrz mu již nevyhovovala, a proto ji ve čtyřicátých až šedesátých letech šestnáctého století nechal přestavět na renesanční zámek dokončený roku 1566. Jiří neměl děti, a své panství odkázal bratrovi Janu Žďárskému ze Žďáru s tím, že po Janově smrti je získá jeho syn Ctibor. Tak se skutečně po Janově smrti v roce 1578 stalo, ale proti se postavili Ctiborovi bratři Gothart Florián a Petr Vok. Dne 2. března 1578 proto uzavřeli se Ctiborem smlouvu, že jim, kromě jiného, každému vyplatí sedm tisíc kop míšeňských grošů.
Ctibor Žďárský ze Žďáru se účastnil roku 1564 vojenského tažení do Uher. Poté pobýval na dvoře Ferdinanda Tyrolského a po korunovaci Rudolfa II. často cestoval jako diplomat především do Polska. Roku 1598 zastával funkci hejtmana malostranského a v letech 1612–1613 purkrabího na Karlštejně za rytířský stav. Spolu s manželkou Sibylou Hradištskou z Hořovic na počátku sedmnáctého století zřídili v Kladně lazaret a místo pro učitele. Zemřel dne 6. dubna 1615. Kladno po něm zdědil syn Jan Jiří Žďárský ze Žďáru. Přestože se zúčastnil stavovského povstání a po bitvě na Bílé hoře byl obviněn z účasti na vzpouře, byl díky přímluvě významných osobností zproštěn obžaloby. Zemřel bezdětný před rokem 1626.
Roku 1619 byl na zámku uložen archiv ostrovského kláštera, aby zůstal v neklidné době v bezpečí. Ovšem již 7. listopadu 1620 vydrancoval městečko se zámkem oddíl polských kozáků a žoldnéřů, kteří táhli do bitvy na Bílé hoře, a archiv byl zničen. Ačkoliv byl zámek během dalšího desetiletí opraven, majitelé na něm bydleli jen příležitostně, protože většinu času trávili u panovnického dvora. Neudržovaný zámek proto po celý zbytek sedmnáctého století chátral.

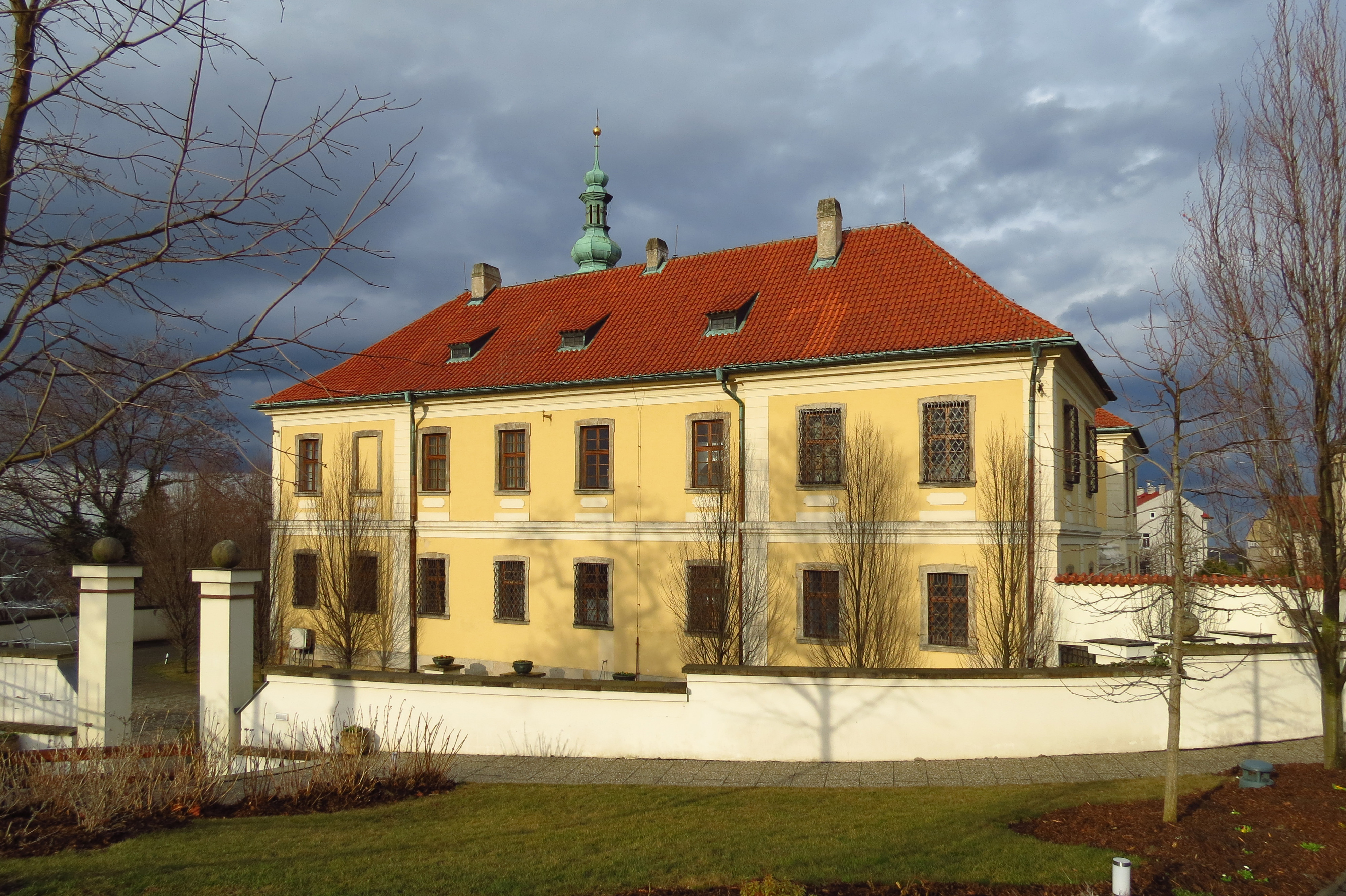
Západní křídlo ze zahrady

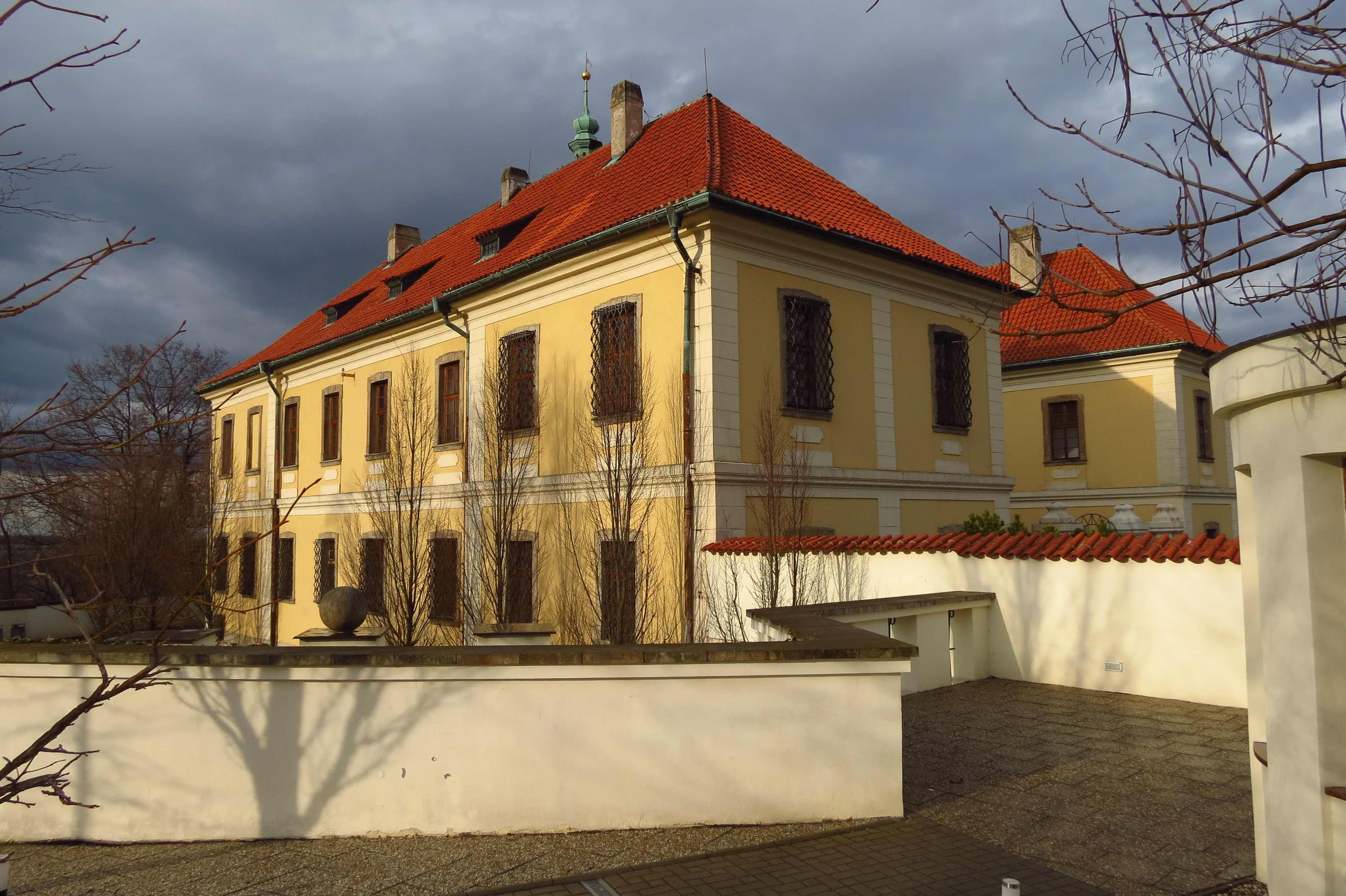
Jihozápadní nároží

Novým pánem Kladna se roku 1626 stal Florián Jetřich, syn Gotharta Žďárského ze Žďáru. Oženil se s Eliškou Koronou z Martinic a získal povýšení do hraběcího stavu. Panství po jeho smrti v roce 1653 převzal syn František Adam Eusebius Žďárský ze Žďáru. Nikdy se neoženil a katolická větev rodu jím vymřela. Jako bezdětný odkázal majetek jednomu ze svých protestantských strýců, kteří žili v Sasku, za předpokladu, že přejde ke katolictví a bude uznán Martinici.
Dědické řízení trvalo šestnáct let, ale žádný ze saských příbuzných se nechtěl zříct své víry. Roku 1686 se proto správci kladenského majetku stali smečenští Martinicové. Majitelkami se posléze staly Polyxena Lidmila ze Šternberka, Marie Maxmiliána Hieseerlová z Chodova, Johanka Eusebia Karettová, Terezie Eleonora Ugartová a Anna Kateřina z Magni, které Žďárským vyplatily 53 tisíc zlatých. V prosinci roku 1588 si panství rozdělily na pět stejných dílů. Kladno připadlo Marii Maxmiliáně Hieseerlové. Její vztah ke Kladnu je nejasný. Podle Augusta Sedláčka v Kladně žila a podílela se na úpravách kostela, zatímco Rudolf Anděl uvádí, že se o kladenský majetek takřka nezajímala. Marie Maxmiliána zemřela roku 1693 a majetek zdědila Anna Ludovika z Lamberka, provdaná za Mariina syna, a její vnoučata Karel Benedikt a Františka Antonie z Lamberka. Zadlužení Lamberkové prodali roku 1701 kladenské panství Anně Marii Toskánské, rozené z Engru a Vestfálska. Ta si je ponechala čtyři roky a v roce 1705 je prodala břevnovskému klášteru. V majetku kláštera Kladno zůstalo až do zrušení poddanství.
Když roku 1705 břevnovsko-broumovský opat přebíral kladenské panství, hrozily některé části zámku zřícením. Opat Otmar Daniel Zinke proto přistoupil k jeho rekonstrukci, při které zaniklo opevnění a přilehlý poplužní dvůr. Novou podobu zámku, které muselo ustoupit jižní křídlo s válcovou věží, navrhl architekt Kilián Ignác Dientzenhofer. Vnější úpravy byly z větší části dokončeny roku 1740 za opata Benno Löbla a pokračovaly pracemi v interiéru, během kterých byly chodby a kaple svatého Vavřince vyzdobeny freskami od Karla Kováře. Celou rekonstrukci završila stavba hodinové vížky na střeše příčného křídla. Zámek sloužil především jako sídlo správy panství, ale opaté ho využívali také k občasným letním pobytům.
Při úpravách v devatenáctém a dvacátém století zanikly, s výjimkou kaple, fresky i ostatní prvky výzdoby interiérů. Dochovala se pouze dvojice barokních kamen ze čtyřicátých let osmnáctého století. Po zrušení poddanství v zámku dále sídlila správa velkostatku až do roku 1933, kdy budovu koupilo město Kladno a umístilo do ní knihovnu, archiv a muzeum. Roku 1974 byla ve sklepení zřízena maketa důlního pracoviště s ukázkami hornických technik používaných na Kladensku.
Ke kulturním účelům zámek slouží i na počátku 21. století. Zámecká kaple a zahrada slouží ke konání svatebních obřadů a v budově sídlí Galerie Kladenského zámku. Konají se v ní také koncerty vážné hudby, přednášky nebo výtvarné a tvůrčí dílny pro děti. Součástí zahrady je od roku 2001 medvědárium.

## Stavební podoba
Původní gotickou tvrz tvořila čtverhranná budova chráněná příkopem a valy. Součástí opevnění byla také zvonice blízkého kostela Nanebevzetí Panny Marie. Po renesanční přestavbě měla zámecká budova čtyři dvoupatrová křídla kolem nádvoří. V jednom z nároží stávala mohutná válcová věž. Opevnění tvořil na třech stranách příkop, který bylo možné napustit vodou ze zahradních nádrží. Přes příkop se přecházelo po padacím mostě, který byl později nahrazen mostem zděným. Obytným potřebám majitelů sloužilo druhé patro, kde snad byly také kanceláře správy panství. V prvním patře se nacházely reprezentační prostory, mezi které patřil velký sál s kazetovým stropem a od konce šestnáctého století také zámecká kaple. V přízemí byly pouze provozní místnosti: kuchyně, spižírna, pekárna, lázeň, prádelna, čeledník a další.
Kladenský zámek si uchoval svou vrcholně barokní podobu z první poloviny osmnáctého století. Obě podlaží jednopatrové budovy s půdorysem ve tvaru písmena U odděluje kordonová římsa. Kromě římsy fasádu člení okna v pískovcových šambránách. Na nádvorní straně původně býval přízemní ochoz, jehož oblouky byly až na dvě výjimky zazděny v devatenáctém století. Z ochozu se vstupovalo do kanceláří správy panství. Prostory v přízemí jsou zaklenuté křížovými nebo valenými klenbami, které nejspíše pochází z renesanční stavební fáze, zatímco místnosti v patře mají stropy ploché.
K památkově chráněnému areálu patří také zahrada, bývalá stodola na západní straně a tzv. Josífka na severovýchodní straně, která bývala součástí hospodářského dvora zrušeného při barokní přestavbě.

## Kabinet fotografie
Od roku 2019 zde sídlí Kabinet fotografie v Galerii Kladenského zámku, který navazuje na dlouholetou činnost Malé galerie České spořitelny v Kladně.